# テラー トレイン
『テラー トレイン』（原題：Train）は、2008年のアメリカ映画。1980年の映画『テラー・トレイン』のリメイクである。

## ストーリー
東欧諸国へ遠征に出かけたインディアナ大学のレスリングチームのアレックスたちは、宿泊先のホテルを抜け出して夜遊びをしていたところ翌日の列車に乗り遅れてしまう。彼らは途方に暮れていたが、偶然会ったヴェリスラヴァという女性に列車を教えてもらう。だが、その列車では恐ろしい出来事が待っていた。

## キャスト
※括弧内は日本語吹替
- アレックス - ソーラ・バーチ（佐古真弓）
- ウィリー - ギデオン・エメリー（檀臣幸）
- トッド - デレク・マジャール
- シェルドン - カヴァン・リース（中谷一博）
- クレア - グロリア・ヴォトシス
- ハリス - トッド・ジェンセン（星野充昭）
- 車掌 - ヴァレンティン・ガネフ（青山穣）
- ヴェリスラヴァ - コイナ・ルセヴァ